# Alma Routsong
Alma Routsong (Traverse City, 26 de noviembre de 1924-Poughkeepsie, 4 de octubre de 1996) fue una novelista estadounidense conocida por su literatura lésbica, publicada bajo el seudónimo de Isabel Miller.

## Trayectoria
Nació como Elma Louise Routsong en Michigan en 1924. Su madre, Esther Miller Routsong, era enfermera y su padre, Carl Routsong, era sargento de policía. Tenía un hermano mayor, Richard, y un hermano menor, Gary. Routsong asistió a Traverse City Senior High School, donde estudió el curso de preparación universitaria. Fue presidenta del último curso y participó en otras organizaciones, incluida la Sociedad Nacional de Honor. Cuando era adolescente, leyó ficción lésbica, incluyendo El pozo de la soledad de la británica Radclyffe Hall y El bosque de la noche de la estadounidense Djuna Barnes.
Durante la Segunda Guerra Mundial, Routsong sirvió en WAVES (Women Accepted for Volunteer Emergency Service). Se entrenó en el Centro de Entrenamiento Naval de Farragut, en Idaho, antes de trabajar como aprendiz en un hospital. Después de dejar WAVES, se graduó en la Universidad Estatal de Míchigan en 1949 con una licenciatura en arte.
Routsong comenzó su carrera literaria en 1953 con la publicación de su primera novela, A Gradual Joy. Siguió el éxito de este libro con Round Shape en 1959. Ambos libros eran convencionales y carecían de contenido lésbico; sin embargo, eran autobiográficos y capturaban "su aparentemente feliz vida matrimonial heterosexual". En 1969, Routsong autopublicó A Place for Us bajo el seudónimo de Isabel Miller. Usó su propio sello Bleecker Street Press, llamado así por su apartamento compartido con Elizabeth Deran en Bleecker Street, después de numerosos rechazos de los principales editores. Routsong basó esta novela en la relación entre la pintora popular Mary Ann Willson y Florence Brundage en la década de 1820; fue su primera obra explícitamente lésbica.
Routsong y Deran vendieron copias del libro fuera de las reuniones de la asociación defensora de los derechos de las lesbianas Daughters of Bilitis. A medida que el libro aumentaba en popularidad, la editorial McGraw-Hill se dio cuenta y lo volvió a publicar con el título Patience and Sarah en 1972. Para cada uno de sus trabajos posteriores, Routsong continuó usando el nombre Isabel Miller, una combinación de un anagrama de "Lesbia" y el apellido de soltera de su madre.
Entre 1968 y 1971, Routsong trabajó como editora en la Universidad de Columbia.
En 1971, la Mesa Redonda de Gays, Lesbianas, Bisexuales y Transgénero de la Asociación de Bibliotecas de Estados Unidos creó el primer premio para libros LGBT, el Premio Stonewall, que celebra libros de mérito excepcional relacionados con temática LGBT. Patience y Sarah fue la primera ganadora.
Desde mediados de la década de 1970 hasta 1986, Routsong fue correctora de pruebas para la revista Time.

## Activismo
Routsong se unió al movimiento de liberación LGBT en 1970 y fue oficial en el capítulo de Nueva York de Daughters of Bilitis. Fue arrestada durante una redada policial DOB. Ella y Sidney Abbott, Kate Millett, Phyllis Birkby y Artemis March estaban entre las componentes de CR One, el primer grupo de conciencia feminista lésbica.
Barbara Gittings montó una cabina de besos en la convención nacional de la Asociación de Bibliotecas de Estados Unidos en Dallas en 1971, bajo la pancarta "Abraza a un homosexual", con un lado "solo para mujeres" y un lado "solo para hombres". Cuando nadie se lo esperaba, ella y Routsong se besaron frente a las cámaras de televisión. Al describir su éxito, a pesar de que la mayoría de las reacciones fueron negativas, Gittings dijo: "Necesitábamos conseguir una audiencia. Entonces decidimos, mostrar el amor gay en vivo. Ofrecíamos besos y abrazos gratis -fíjate, gratis- entre personas del mismo sexo. Déjame decirte que los pasillos estaban atestados, pero nadie entró a la cabina para recibir un abrazo gratis. Así que nos abrazamos y nos besamos. Se mostró dos veces en las noticias de la noche, una vez más por la mañana. Nos puso en el mapa”.

## Vida personal
Alma se casó con Bruce Brodie en 1947 y tuvieron cuatro hijas; Natalie (1949), Joyce (1952), Charlotte (1954) y Louise (1958). En 1962, Routsong conoció a Elizabeth Deran en un evento de la iglesia y entabló una relación romántica con ella. Brodie y Routsong se divorciaron en 1962. Cuando se conoció la relación de la pareja, Deran se vio obligada a dejar su trabajo en el Departamento del Tesoro de los Estados Unidos. Después, Routsong y Deran se mudaron a Greenwich Village en la ciudad de Nueva York.
Routsong luchó contra el alcoholismo en la década de 1970 cuando su relación con Deran llegó a su fin. La pareja reavivó su amistad a principios de la década de 1980 y Deran motivó a Routsong a escribir más libros. Routsong desarrolló un interés en el espiritismo y disfrutó haciendo cartas astrales de las mujeres en su vida. También pasó un tiempo en la colonia de arte de mujeres de Kate Millett. Posteriormente, Routsong tuvo una relación con la artista Julie Weber.
Routsong murió de cáncer de ovario a los 71 años en Poughkeepsie, Nueva York, el 4 de octubre de 1996.

## Obras y premios

### Obras
- Routsong, Alma (1953). A Gradual Joy. Boston: Houghton Mifflin Company.[9]
- Routsong, Alma (1959). Round Shape. Boston: Houghton Mifflin Company.[9]
- Miller, Isabel (1969). A Place for Us. New York: Bleecker Street Press. republicado como Miller, Isabel (1971). Patience and Sarah. New York: McGraw-Hill.
- Miller, Isabel (1986). The Love of Good Women. Tallahassee, FL: Naiad Press. ISBN 9780930044817.
- Miller, Isabel (1990). Side by Side. Tallahassee, FL: Naiad Press.[17]
- Miller, Isabel (1993). A Dooryard Full of Flowers: and Other Short Pieces. Tallahassee, FL: Naiad Press. ISBN 9781562800291.
- Miller, Isabel (1996). Laurel. Tallahassee, FL: Naiad Press. ISBN 9781562801465.

#### Reseñas
- "After the GI Wedding", (reseña de A Gradual Joy), The New York Times 23 de agosto de 1953
- "When Mother Moved In", (reseña de Round Shape), The New York Times 6 de septiembre de 1959
- "Su amor era una cosa aparte" (reseña de Patience y Sarah), The New York Times 23 de abril de 1972

### Premios
- Premio Friends of American Writers (1954, por A Gradual Joy)[18]
- Mención de honor en la Bread Loaf Writers' Conference (1957, por Round Shape)[19]
- Premio American Library Association Stonewall Book (1971, por Patience y Sarah)[20]